# Защита Святого — Коршунова

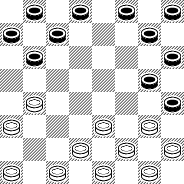
Табия дебюта Защита Святого — Коршунова

Защита Святого — Коршунова — дебют в русских шашках. Табия дебюта возникает после ходов 1.cd4 fg5 2.bc3 gh4 3.cb4 de5 4.df6 eg5 (см. на диаграмме). Этот вариант с разменом разработал за чёрных
ещё в довоенное время ленинградский мастер Дмитрий Коршунов.
Возможные ответы белых:
5. ba5 (наиболее исследованный); 5. bc5.
Идея Коршунова — в реализации слабостей естественного хода  5.bа5, на что следовал ответ: 5... bc5 6.ab2 fe7 7.gf4 gf6 8.dc3 ed6 9.cb4 hg7 10.ed4 (к поражению ведет 10.hg3? ввиду 10... cb6! 11.a:e5f:d4 12.b:d6dc7 13.e:c5g:e3 14.f:d4 c:a1+)  10... c:e3 11.f:d2 fe5 12.bc5 d:b4 13.a:c3 ab6 14.ab4 de7 15.bc5 (намного хуже продолжать 15.ba3, тогда возможно 15... cd6 16,ba5 bc5, и у черных отличная позиция, так как не проходит жертва шашки: 17.аb4?с:аЗ 18.аЬ6 из-за 18...gf4! и после 19.bc7 hg3! 20.f:h4  e3 21.d:f4 e:g3 как бы белые не побили, все равно последует 22... ef6, 23... f:b2+) 15... b:d4 16.cb4 с примерным равенством.
Петр Андреевич Святой предложил за белых в этом варианте совсем новую стратегию. В её основу была положена цель захвата центральных полей доски.
5.ab2 bа5 6.bс5 сb6 {при 6... gf6 реально 7.bc3 hg7 8.cd4 cb6 9.gf4 ab4 (если 9... dc7?, то последует 10.de5 b:d4. 11. е:с3±; проигрывает 10...f:d4 ввиду 11.dc3 d:b2 12.ed4 g:e3. 13.ab4 a:e5. 14.f:h8 b:d4. 15.h:a1+) 10.cd6 bc5 11 ,d:b6 a:e7 12.a:c5±} 7.gf4 b:d4. 8.e:c5 g:e3. 9.d:f4 gf6. 10.bс3±. Например, в партии П.Святой - Б.Герцензон, 1972  чёрные, сыграли 10... fe7 и после 11.fg3 h:f2 12.g:e3 bc7. 13.ed4 fg5. 14.ed2 g:e3.  15. d:f4 и белые, получив большое преимущество, выиграли).
Первым подробный анализ дебюта дал Г. И. Хацкевич, заложивший традицию именования системы в честь ленинградских мастеров.

Раньше в шашечной литературе этот дебют относили к «Игре Когана».
Однако чемпион СССР 1949 г. М. Коган никогда не применял 4. ..e:g5, он брал 4…g:e5. Стратегии сторон при этих взятиях также совершенно различны. Взятие 4…e:g5 разработали и часто применяли ленинградские мастера П. Святой и Д. Коршунов. Поэтому начало после 4… е:g5 надо считать отдельным дебютом, который справедливо следует называть «Защита Святого-Коршунова»— http://stas39.narod.ru/avrora/xazkevich.files/game443.htm
Юрий Аникеев, экс-чемпион мира в шашки-64, писал в своем блоге:

1.c3-d4 f6-g5 2.b2-c3 g5-h4 3.c3-b4 d6-e5 4.d4:f6 e7:g5 Дебют с таким нестандартным боем на g5 называется «Защита Святого-Коршунова». В своё время я обнаружил данный дебют в легендарном учебнике Хацкевича «25 уроков шашечной игры» и впоследствии взял себе на вооружение.

После другого взятия получается «Дебют Когана». 4…g7:e5 5.b4-a5 h8-g7— http://anikeev-yuriy.livejournal.com/31847.html